# Micheliny Verunschk
Micheliny Verunschk Pinto Machado, conhecida como Micheliny Verunschk (Recife, 10 de julho de 1972), é uma escritora, crítica literária, compositora e historiadora brasileira. Finalista do Prêmio Portugal Telecom de Literatura e vencedora do Prêmio São Paulo de Literatura 2015 e do Prêmio Jabuti 2022.

## Biografia
Micheliny Verunschk, nasceu em Recife, em 10 de julho de 1972, filha de militar e professora. Mora em São Paulo, desde 2004.

### Infância
Viveu a maior parte da infância em Arcoverde, cidade do sertão pernambucano. Desde cedo conviveu com a violência, filha de militar tinha por curiosidade ao que o pai fazia. Morou também em Tupanatinga, cidade muito violenta.
Desde os 9 anos de idade que escreve poesias, por influência do pai. Micheliny, organizou algumas das poesias e mandou para o Jornal do Commercio, de Recife, um dos poemas foi publicado pelo jornal.

### Formação
- Mestre em Literatura e Crítica Literária e doutora em Comunicação e Semiótica pela Pontifícia Universidade Católica de São Paulo (PUC).

### Carreira literária
Estreou na literatura com a obra poética "Geografia Íntima do Deserto", publicada através da editora Landy, em 2003. Com essa obra foi finalista do Prêmio Portugal Telecom de Literatura. 
Com o romance Nossa Teresa - vida e morte de uma santa suicida, lançado pela Editora Patuá, venceu o Prêmio São Paulo de Literatura de 2015 na categoria de Melhor romance escrito por autor estreante no gênero acima de 40 anos. Seus trabalhos são publicados em diferentes países incluindo a França, Portugal, Espanha, Canadá e Estados Unidos. Micheliny, foi colaboradora do Itaú Cultural, de 2024 à 2007.
Ficou em segundo lugar no Prêmio Biblioteca Nacional na categoria Poesia com o livro O movimento dos pássaros (Martelo Casa Editorial, 2020), em 2021. Venceu o Prêmio Jabuti e ficou em 3° lugar como ganhadora do Prêmio Oceanos com o romance "O som do rugido da onça" (Companhia das Letras, 2021), em 2022. Foi vencedora do Prêmio Biblioteca Nacional na categoria Contos com "Desmoronamentos" (2022, Martelo Casa Editorial), em 2023.

## Prêmios
- Prêmio São Paulo de Literatura, com a obra "Nossa Teresa - vida e morte de uma santa suicida", publicada pela Editora Patuá, na categoria de "melhor romance escrita por autora acima de 40 anos", em 2015;
- Prêmio Jabuti, com a obra "O som do rugido da onça", editora Companhia das Letras, na categoria "melhor romance", em 2021;
- Prêmio Biblioteca Nacional, com o romance "Desmoronamentos", em 2023;
- PEN Translates, com a obra "Caminhando com os mortos", (obra traduzida português para inglês pela Sophie Lewis e piblicada no Reino Unido através da editora Dead Ink Books), em 2025[33];

## Livros
- Geografia Íntima do Deserto (2003, poemas)
- O Observador e o Nada (2003, poemas)
- A cartografia da noite (2010, poemas)
- B de Bruxa: Bonnus bonnificarum (2014, poemas)
- Nossa Teresa - vida e morte de uma santa suicida (2014, romance)
- Aqui, no coração do inferno (2016, romance)
- O peso do coração de um homem (2017, romance)
- Maravilhas banais (2017, poemas)
- O movimento dos pássaros (2020, poemas)
- O som do rugido da onça (2021, romance)[34]
- Desmoronamentos (2022, contos)
- Caminhando com os mortos (2023, romance);